# Демидівський юридичний ліцей
Демидівський юридичний ліцей — вищий навчальний заклад у місті Ярославлі (1870—1918). Був утворений шляхом перетворення Демидівського ліцею (1833—1868) із навчального закладу камеральних та юридичних наук у спеціалізований освітній заклад суто юридичного профілю. Значною мірою така спеціалізація обумовлювалася потребою в кваліфікованих юридичних кадрах для реалізації положень судової реформи 1864 року. Навчання в Демидівському юридичному ліцеї тривало чотири роки та прирівнювалося до навчання на юридичних факультетах російських університетів.
Декретом Ради народних комісарів РРФСР від 21 січня 1919 року Демидівський юридичний ліцей був перетворений у Ярославський державний університет.

## Випускники та викладачі Демидівського юридичного ліцею пов'язані з Україною
В умовах мобільності професури та викладачів в університетах Російської імперії, багато викладачів Демидівського юридичного ліцею у різний час працювали в університетах українських губерній, так само, як і багато університетських викладачів з України працювали на кафедрах Демидівського юридичного ліцею. Так, ще в часи функціонування Демидівського ліцею як закладу камеральних і юридичних наук, законознавство в ньому викладав уродженець Новгорода-Сіверського, відомий педагог Костянтин Ушинський (працював у ліцеї в 1846—1849 роках).
Нетривалий час у ліцеї був директором та викладав римське право вихованець Київського університету Каллиник Мітюков (у 1869—1870 роках).
Від 1874 року посаду екстраординарного професора кафедри римського та цивільного права ліцею займав Дмитро Азаревич, котрий після захисту 1877 року в Імператорському Новоросійському університеті докторської дисертації працював у цьому навчальному закладі впродовж 1882 (за ін. даними 1884) — 1887 років; у 1886—1887 роках Дмитро Азаревич був деканом юридичного факультету Новоросійського університету, а 1887 року переїхав до Варшави.
Випускник юридичного факультету Київського університету Іван Тарасов після отримання 1880 року ступеня доктора поліцейського права викладав у Демидівському юридичному ліцеї впродовж 1880—1889 років (до переходу в Московський університет).
Учень Івана Тарасова по Демидівському ліцею Всеволод Удінцев по отриманню диплома (1889) був залишений на кафедрі цивільного права для підготовки до професорського звання. Пізніше він був у ліцеї приват-доцентом, читав лекції з торгового права. 1894 року Удінцев перейшов на юридичний факультет Київського університету Святого Володимира, де захистив магістерську дисертацію з цивільного права на тему «Посесійне право» (1896) і працював аж до 1912 року.
Випускником ліцею також був Криницький Володимир Гнатович, український громадський і державний діяч.